# Psittacanthus acuminatus
Psittacanthus acuminatus är en tvåhjärtbladig växtart som beskrevs av Kuijt. Psittacanthus acuminatus ingår i släktet Psittacanthus och familjen Loranthaceae. Inga underarter finns listade i Catalogue of Life.